# Бэсси, Ширли
Дама Ши́рли Веро́ника Бэ́сси (англ. Shirley Veronica Bassey; родилась 8 января 1937 года, Кардифф, Уэльс) — британская певица, ставшая известной за пределами своей родины после исполнения песен к фильмам о Джеймсе Бонде: «Голдфингер» (1964), «Бриллианты навсегда» (1971) и «Мунрэйкер» (1979). Единственный исполнитель, записавший более одной композиции к фильмам о Джеймсе Бонде. Удостоена звания Дамы-Командора ордена Британской империи. В 2003 году певица отметила 50-летие творческой деятельности в шоу-бизнесе.

## Жизнь и карьера

### Детство и юность (1937—1960)
Бэсси родилась на Бьют-стрит, 182 в районе Тайгер Бэй, в Кардиффе в семье моряка-нигерийца Генри Бэсси (Henry Bassey). Мать Бэсси, Элайза Джейн, в первом браке Меткалф (Eliza Jane Metcalfe) была родом из Йоркшира, Северная Англия. Девочка росла в рабочем квартале и была младшей из семи детей. Отец бросил семью, когда Ширли было два года. Впоследствии девочка стала ходить в начальную школу Мурланд в районе Сплотт, также в Кардиффе.
В детстве Ширли часто пела в дуэте с братом на семейных торжествах хиты американских джазовых артистов Сары Воэн и Билли Экстайна. Любимым певцом брата был американский певец и актёр Эл Джолсон, который также оказал влияние на формирование музыкального стиля певицы. Бэсси вспоминает: «В детстве мы слушали только записи Джолсона. Думаю, я переняла его манеру, потому что мне нравилось, с каким апломбом он говорил публике: „Вы ещё и не такое услышите!“ („You ain’t heard nothin' yet!“). Нужно быть довольно самовлюблённым, чтобы говорить такое, — и именно это мне нравилось в Эле Джолсоне».
Покинув школу в возрасте пятнадцати лет, Ширли пошла работать упаковщицей на местную фабрику. В свободное время она подрабатывала пением в местных пабах и клубах. В 1953 году Бэсси участвовала в мюзикле «Memories of Jolson», поставленном по биографии певца Эла Джолсона. Затем Бэсси приняла участие в шоу «Hot From Harlem».
В 16 лет она забеременела дочерью Шэрон и вернулась в Кардифф, устроившись на работу официанткой. Однако в 1955 году по случайной рекомендации её нашёл агент Майкл Салливан (Michael Sullivan), который убедил Ширли в необходимости продолжать певческую карьеру. Певица работала в разных театрах до тех пор, пока не получила приглашение в шоу Эла Рида (Al Read) под названием «Such Is Life». За время работы в этом шоу компания Philips A&R и продюсер Джонни Франц (Johnny Franz) заметили её появление на телевидении и предложили контракт.
Компания Philips выпустила первый сингл Бэсси под названием «Burn My Candle» в феврале 1956 года, когда певице было всего девятнадцать лет. Этот сингл, на второй стороне которого была записана песня «Stormy Weather», сразу покорил сердца миллионов людей. Хитом в феврале 1957 года стало исполнение Ширли народной ямайской песни «Banana Boat Song», занявшее восьмую строчку в хит-параде британских синглов. В этом же году певица при содействии американского продюсера Митча Миллера (Mitch Miller) записала в Америке для лейбла Columbia сингл «If I Had A Needle And Thread» / «Tonight My Heart She Is Crying».
В середине 1958 года Бэсси записала два сингла, которые впоследствии стали классикой в её репертуаре. Песня «As I Love You» появилась на второй стороне пластинки с балладой под названием «Hands Across The Sea». Вначале сингл плохо раскупался, однако дела пошли лучше после выступления певицы в концертном зале London Palladium. В феврале 1959 года эта песня заняла первую строчку хит-парада и продержалась там четыре недели. В то же время Бэсси записала песню «Kiss Me, Honey Honey, Kiss Me», и одновременно с тем, как «As I Love You» поднималась в хит-парадах, эта песня также обрела популярность: в результате обе вошли в тройку лидеров.
Первый альбом-лонгплей певицы под названием «The Bewitching Miss Bassey» вышел в 1959 году. В него вошли синглы, выпущенные ранее за время контракта с компанией Philips. Несколько месяцев спустя Бэсси подписала контракт с лейблом EMI Columbia, что ознаменовало собой следующий важный период её певческой карьеры.

### Пик популярности (1960—1980)
В течение 1960-х годов Бэсси записала несколько песен, ставших хитами в британских чартах. В частности, первым хитом, записанным с момента заключения контракта с EMI, стала песня 1960 года под названием «As Long As He Needs Me». При подготовке к записи песни произошёл курьёзный случай. Продюсер Норман Ньюэлл (Norman Newell) забронировал одну из студий на Abbey Road и вместе с большим оркестром ожидал прибытия певицы. Когда Бэсси не появилась в назначенный час, Ньюэлл стал звонить ей домой и обнаружил, что та забыла про запись и отправилась в кино. Тогда продюсер велел немедленно обзвонить все кинотеатры Лондона, чтобы срочно найти певицу и доставить её в студию. Запыхавшаяся Ширли прибыла на место и в результате записала одну из самых эмоциональных и популярных песен за всю свою карьеру. В 1960 году песня взлетела на второе место британских хит-парадов и продержалась 30 недель среди 50 лучших.
... нам пришлось пройти школу Ширли Бэсси, это была наша битва. Мы ни за что не попали бы в «Палладиум», если бы не надели костюмы... Многим известным звездам мы по-настоящему нравились. В те дни Ширли Бэсси была очень популярна и всегда участвовала в концертах...
Другим значимым событием в карьере певицы стало сотрудничество в 1963—1964 годах с Джорджем Мартином, продюсером легендарных The Beatles. В 1964 году певица в первый и последний раз покорила вершины американских хит-парадов с песней к фильму о Джеймсе Бонде «Голдфингер». Благодаря этому успеху Бэсси часто появлялась в различных ток-шоу на американском телевидении.
15 февраля 1964 года певица успешно дебютировала в США на сцене знаменитого концертного зала Карнеги Холл, где тремя годами ранее с триумфальным возвращением выступала её кумир — американская актриса и певица Джуди Гарленд (ещё до приезда Бэсси в Америку Гарленд присутствовала на одном из её концертов и дала советы, как вести себя с американской публикой и продюсерами). Запись американского концерта Бэсси вначале была признана неудовлетворительной. Впоследствии она была восстановлена и выпущена лишь 30 лет спустя в 1994 году в составе коллекционного издания синглов EMI / United Artists.
В конце 1960-х Бэсси подписала контракт с американским лейблом United Artists и в период с 1966 по 1969 годы записала четыре пластинки, представлявшие, правда, интерес только для её самых преданных поклонников. Ситуация радикально изменилась в августе 1970 года, когда певица выпустила альбом под названием «Something». Эта пластинка проиллюстрировала обновленный музыкальный стиль певицы и стала самой успешной в её карьере, не считая последующих сборников хитов. Одноимённый сингл с этого альбома стал более популярным в британских хит-парадах, чем оригинальная песня Beatles. Оба сингла достигли четвёртого места в чарт-листе, но версия Бэсси продержалась в Top 50 на 10 недель дольше — 22 недели против 12 оригинальной. Успех сингла и альбома способствовал успешности последующих записей Бэсси. Певица вспоминает: «Запись альбома „Something“ стала для меня поворотным пунктом. Можно даже сказать, что альбом сделал меня поп-звездой, но в то же время он казался естественным развитием музыкального стиля. Я просто вошла в студию со всеми этими песнями, среди которых была и „Something“ Джорджа Харрисона. Впервые я услышала эту песню в исполнении Пегги Ли в американском телешоу Эда Салливана. Я даже не знала, что это песня Beatles и что её сочинил Джордж Харрисон… Застав последний фрагмент выступления Пегги Ли, я была просто потрясена услышанным».
В 1971 году певица записала заглавную песню к очередному фильму из бондианы «Бриллианты навсегда». В 1978 году ВФГ «Мелодия» по лицензии United Artists Records был выпущен альбом из 12 номеров Ширли Бэсси, записанных с 1969 по 1974 годы. Неизбалованные грамзаписями западных звёзд советские слушатели познакомились с «Diamonds Are Forever», «Something», «The Fool On The Hill» (ещё одной песней «Beatles» в репертуаре певицы), «Never, Never, Never» и другими хитами. Песня «Мунрэйкер», вышедшая в 1979 году вместе с одноимённым фильмом о Бонде, значительного успеха у публики не имела. Всего за период с 1970 по 1979 годы Бэсси записала 18 альбомов, ставших хитами в Британии, а также снялась в двух рейтинговых сериалах на британском телевидении.

### 1980-е годы
В 1980-х годах Ширли Бэсси занималась благотворительностью, давая концерты в Европе и США. В 1985 году певица выступила в качестве гостьи на Международном фестивале польской песни в Сопоте. Живые выступления Бэсси всегда привлекали большое внимание публики экспрессивной манерой исполнения песен, выразительной жестикуляцией, экстравагантными сценическими костюмами и манерой общения с аудиторией. Ирландский музыкант Мартин Хатчинсон (Martin Hutchinson) вспоминает: «Самая сильная сторона [певицы] — живые выступления, где она всегда выглядела ошеломляюще в изысканных нарядах (ходили слухи, что каждый из них она надевала всего один раз), которые обычно были без бретелек и с глубоким вырезом на спине, что заставляло мужскую часть аудитории замирать от предвкушения, а женскую — от зависти. […] Жестикуляция [Бэсси] на сцене всегда была драматична, и шоу было не просто концертом, а „событием“».
Частота студийных записей Бэсси в 1980-х годах значительно сократилась. В 1984 году вышел альбом самых известных песен под названием «I Am What I Am», исполненных с Лондонским симфоническим оркестром. В 1986 году вышел сингл «There’s No Place Like London» под авторством Линси де Пола (Lynsey De Paul) и Жерарда Кенни (Gerard Kenny). В 1987 году Бэсси сотрудничала со швейцарским дуэтом Yello на записи песни «The Rhythm Divine», сочиненной в соавторстве с шотландским певцом Билли Макензи (Billy Mackenzie). Также в 1987 году певица выпустила альбом на испанском языке под названием «La Mujer».

### С 1990 по сей день
В 1993 году певица записала альбом кавер-версий хитов из мюзиклов Эндрю Ллойда Уэббера («Призрак оперы», «Кошки», «Иисус Христос — суперзвезда» и др.). В 1996 году Бэсси сотрудничала с Крисом Ри на съемках фильма «La Passione», где сыграла саму себя и исполнила песню «Disco La Passione».
В 1997 году песня «History Repeating», записанная вместе с группой Propellerheads, заняла первую строчку танцевальных хит-парадов в Великобритании, знакомя новое поколение поклонников с творчеством певицы. Бэсси вспоминает: «Двое молодых людей из Propellerheads прислали мне песню, и хотя музыка мне понравилась, я подумала, что это больше подходит для Тины Тёрнер, чем для меня. […] А теперь ко мне на улице подходят 6- и 7-летние дети и говорят: „Мне очень нравится ваша новая запись. Я ваш большой поклонник“». Музыкальный обозреватель Сильвия Паттерсон (Sylvia Patterson) из журнала «New Musical Express» назвала этот сингл «необычайно мощным». В декабре 1997 года на песню был снят видеоклип с участием певицы. В буклете альбома «Decksandrumsandrockandroll» участники группы Propellerheads выразили благодарность Ширли Бэсси за участие в записи, а также отметили, что они «всё ещё пребывают в шоке».
За время гастрольных туров в Британии в 1998 году 120 тысяч зрителей посетили десять живых концертов Бэсси в лондонском концертном зале Royal Festival Hall, что побило собственный рекорд певицы, установленный ранее. 1 и 6 октября 1999 года Бэсси вместе с уэльским баритональным басом Брином Терфелом (Bryn Terfel) исполнила официальный гимн игр «World In Union» на церемониях открытия и закрытия Чемпионата мира по регби в Уэльсе. Церемонии состоялись на новом регби-стадионе в родном городе певицы Кардиффе. Платье, в котором выступала Бэсси, обыгрывало красно-зелёный мотив национального флага Уэльса.
31 декабря 1999 года королева Великобритании Елизавета II присвоила Бэсси титул «Дама коммандор» и наградила её орденом Британской империи, что стало признанием заслуг певицы перед королевской семьёй — Ширли Бэсси чаще других исполнителей выступала при дворе. В 2002 году певица была также приглашена выступать во дворец на празднование 50-летия правления Елизаветы II.
В июле 2000 года компания EMI выпустила альбом под названием «Diamonds Are Forever — The Remix Album», состоящий из ремиксов на самые известные хиты певицы прошлых лет. Ремиксы представляли собой обработки песен в ключе современной электронной танцевальной музыки с использованием оригинального вокала Бэсси. В записи этого альбома приняли участие такие известные в мире клубной музыки имена как awayTeam, Propellerheads, Nighmares on Wax, Groove Armada, DJ Spinna и Марк Брайдон из британского дуэта Moloko. Ремиксу на песню «Where Do I Begin (Love Story)» в исполнении awayTeam удалось занять первые строчки хит-парадов танцевальной музыки в Великобритании.
В 2003 году Бэсси отметила 50-летний юбилей творческой деятельности, выпустив альбом под названием «Thank You For The Years», который вошёл в двадцатку лучших. Благотворительный аукцион Christy's, где были выставлены сценические костюмы певицы, собрал 250 тыс. фунтов стерлингов, которые пошли на именную стипендию Ширли Бэсси в Королевском колледже музыки и драмы в Уэльсе, а также в фонд детской больницы Noah’s Ark.
Ширли Бэсси была признана самой успешной британской артисткой, имея за 42-летнюю карьеру на своём счету 31 популярный сингл и 35 альбомов, попавших в британские хит-парады.

### Личная жизнь
Официальной автобиографии певицы не опубликовано. Книга «An Appreciation of the Life of Shirley Bassey» под авторством Мюриэль Бёрджесс (Muriel Burgess) написана в 1999 году по материалам прессы, однако сама певица не дала добро на эту публикацию из-за фактологических ошибок. В многочисленных интервью Ширли Бэсси предпочитает говорить в первую очередь о своем творчестве и не вдаваться в подробности личной жизни, о чём открыто заявляет журналистам. Единственная одобренная публикация о жизни и творчестве, в написании которой принимала участие сама певица, вышла в 1998 году под названием «Shirley Bassey: My Life on Record and In Concert».
Ширли Бэсси была замужем дважды. Её первым мужем стал продюсер Кеннет Хьюм (Kenneth Hume), который был открытым гомосексуалом и отрицал отцовство дочери Саманты. Их брак продолжался с 1961 по 1965 год, после чего супруги разошлись. В 1967 году Хьюм покончил жизнь самоубийством, что стало для певицы ударом: после развода они оставались близкими друзьями. У Бэсси на это время было запланировано выступление на открытии лондонского кабаре под названием «Talk of the Town», и его владелец, импресарио Бернард Делфонт (Bernard Delfont), предложил певице отказаться от появления на публике ввиду кончины Хьюма. Однако несмотря на это, Бэсси вышла на сцену. Впоследствии она вспоминала: «Я пела песню, слова которой, казалось, были написаны специально для меня и Кеннета. Я пела: „Прощай, закончилась наша история. Влюбленные навсегда, друзья навсегда“. Мне удалось допеть до конца, и в слезах я поторопилась за кулисы, где медсестра сделала мне укол. Публика сходила с ума. Это было эмоциональным выражением всеобщей любви. Они знали, чего мне это стоило. Все знали, что я похоронила Кена неделю назад».
Вторым мужем Бэсси стал итальянский продюсер Сержио Новак (Sergio Novak). Бэсси и Новак состояли в браке с 1968 года и развелись в 1977 году. Саманта, вторая дочь Бэсси, в 21-летнем возрасте была обнаружена погибшей в 1984 году, как предполагают, после прыжка с моста Clifton Suspension Bridge в Бристоле. Бэсси, однако, настаивала, что это не было самоубийством. Трагедия с дочерью привела к потере голоса Бэсси и значительному перерыву её карьеры в середине 1980-х годов. Позднее певица вспоминала: «Я так отчаялась и винила себя. Я вся измучилась. Меня не покидала мысль, что я была плохой матерью своей дочери. Это был самый трудный период. Дети должны хоронить родителей, а не наоборот. […] Всё это могло бы выбить меня из колеи. Но не выбило. На некоторое время я потеряла голос, но в какой-то момент что-то приказало мне встать и снова выйти на сцену. Если бы я сидела сложа руки и жалела себя — это не помогло бы мне и не вернуло бы Саманту». Спустя несколько недель после гибели дочери Бэсси уже выступала в нью-йоркском концертном зале Карнеги Холл. Бэсси вспоминает: «На мне было простое черное платье, я вышла на сцену, а зрители встали и устроили мне пятиминутную овацию. Невероятно, как публика может оказать поддержку. Всё это дает необычайный адреналин. Это как наркотик».

## Значение и влияние
В своих интервью Ширли Бэсси признавалась, что её творчество вызывает особый интерес у представителей сексуальных меньшинств. Говоря о преданности этой части своей публики, певица утверждала: «Моим поклонникам-гомосексуалам всегда были близки перипетии моей жизни. Вы понимаете, о чём я: она прошла через всё это, и она по-прежнему на высоте».
Ряд музыкальных обозревателей, журналистов и писателей указывают на тот факт, что среди ЛГБТ-сообщества (лесбиянок, геев, бисексуалов и транс-людей) певица имеет статус так называемой гей-иконы — сильной личности, примера мужественного преодоления трудностей. Например, британский обозреватель Артур Дэйвис (Arthur Davis) наиболее вероятную причину этого видит в том, что сценические костюмы Бэсси «экстравагантны, а её шоу (и выбор песен) в значительной степени апеллируют к сообществу гомосексуалов обоих полов. […] Однако также не вызывает никакого сомнения, что у неё есть множество поклонников-гетеросексуалов, обожающих её экстраординарный талант». Сама Бэсси, отвечая на вопрос о причинах своей популярности среди гей-сообщества, сказала: «Я думаю, это всё из-за гламурности и театральности. Это больше, чем жизнь. В этом также есть сила: я думаю, им нравятся сильные женщины. Геи — очень творческие люди, они уважают творчество других. Они видят искренность и не преклоняются перед кем попало».
Некоторые конкретные песни в исполнении Бэсси приобрели для этой публики особое значение. Так, Уильямсон Хендерсон (Williamson L. Henderson), президент американской некоммерческой общественной организации ветеранов Стоунуоллских бунтов «Stonewall Veteran Association», основанной в 1969 году, в своем издании «Songs of the Stonewall», где упоминается жизнеутверждающая песня Бэсси «This is My Life» (1968), пишет: «Эти песни гей-сообщества эпохи Стоунуолла являются историческим, социальным и культурным фактором, не говоря о музыкальном. […] Эти песни звучали в то время — почти во всех гей-клубах Америки — постоянно и с выразительными вокально-танцевальными компонентами, а усиливающийся музыкальный посыл стал мощным катализатором перемен». Другая песня в исполнении Бэсси под названием «I Am What I Am» («Я такая, какая есть») из бродвейского мюзикла 1983 года об однополой паре «Клетка для чудиков» («La Cage Aux Folles»), повествующая о самоутверждении и преодолении трудностей, стала, по мнению авторов документального фильма о певице на британском телеканале Channel 4, «песней-светочем для гомосексуалов».
Культуролог Энди Медхёрст (Andy Medhurst) из британского университета в Сассексе также говорит о Бэсси как о гей-иконе и выражает убеждение, что «упоминать Бэсси без её поклонников-геев — то же самое, что говорить о Миллуолле (районе Лондона) без хулиганов. Оцените глубину и давность связей: любой безвкусный травести-номер, начиная с 1950-х годов, эксплуатировал её вращательные движения и акцентированную мимику, Фредди Меркьюри отдавал ей дань, продвигая в рок-музыку нередким исполнением песни „Big Spender“ на бис, в то время как собственные „фирменные“ песни Бэсси восходили к корням гомосексуальной тематики». Музыкальный обозреватель Каролайн Салливан (Caroline Sullivan) подтверждает популярность образа Бэсси у трансвеститов: «Трансвестит не будет настоящим трансвеститом, если в его номере нет Ширли — вместе с Джуди (Гарленд) и Барбры (Стрейзанд)». Популярный в 1980-х годах британский пародист Джо Лонгхорн (Joe Longhorn) также удачно использовал образ Бэсси, однажды певица даже сказала, что Джо пародирует её лучше, чем она есть на самом деле. Сценический образ Бэсси используется в британских травести-шоу до сих пор.
Благотворительная деятельность певицы также не обходит вниманием ЛГБТ-сообщество. Так, в 1997 году певица выступила на концерте против СПИДа в голливудском концертном зале «Univsersal City», организованном «American Foundation for the AIDS Research» для представителей сексуальных меньшинств. Также в марте 2007 года певица пожертвовала несколько своих сценических костюмов для благотворительного аукциона. По заявлению его устроителей, все вырученные средства направляются в пользу британских ЛГБТ-подростков.

## Звания и награды
- 1973 — Призёр в номинации «Лучшая солистка» от TV Times.
- 1976 — Призёр в номинации «Лучшая артистка» от «American Guild of Variety Artists».
- 1977 — Призёр в номинации «Лучшая британская солистка за последние 50 лет» на церемонии «British Record Industry Award».
- 1983 — Орден Британской империи (CBE — Командор)
- 1999 — Орден Британской империи (DBE — Дама-Командор) за популярность и продолжительную карьеру.
- 2001 — Награда «International Ambassadors Award» от Variety Club за вклад в благотворительность.
- 2003 — Высшее звание и Орден Почётного легиона за вклад в культуру Франции.
- 2003 — Награда «Lifetime Achievement Award» на церемонии «National Music Awards» в Британии.
- 2004 — Награда ЮНЕСКО «Artist for Peace».
- 2005 — Именная звезда на «аллее славы» в лондонском Ковент Гарден.
- 2023 — Орден Кавалеров Почёта[21].

## Интересные факты
- В 1965 году Ширли Бэсси записала песню под названием «Mr. Kiss Kiss Bang Bang», которая должна была войти в очередной одноимённый фильм про Джеймса Бонда, однако его название было позднее изменено на «Шаровая молния» (Thunderball). Песня вышла в свет лишь 27 лет спустя на сборнике, посвящённом музыке из бондианы.
- В 1979 году Бэсси вела собственное шоу на телеканале компании BBC, имевшее высокие рейтинги.
- В 1980 году певица появилась в юбилейной 100-й серии популярного кукольного сериала «Маппет-шоу» и исполнила три песни: «Fire Down Below», «Pennies From Heaven» и «Goldfinger».
- В 1993 году в Кардиффе, родном городе певицы, открылось кабаре «У Бэсси» (Bassey's), названное в её честь.
- Песня «History repeating», записанная Бэсси в сотрудничестве с группой Propellerheads, вернула в 1997 году певицу в хит-парады Великобритании впервые за 24 года со времени её последних хитов.
- «Королева соул» Арета Франклин в своей автобиографии «From These Roots» (1999) писала: «Я много думала об [эстрадных] дивах. Не всякая, кто поёт или имеет хит, является дивой. Настоящие дивы — это Сара Воэн, Элла Фитцжеральд, Джуди Гарленд, Грейс Бамбри, Лина Хорн, Ширли Бэсси, Патти Лабелль и Рене Флеминг».
- В декабре 2000 года восковая статуя певицы удостоилась чести быть включенной в экспозицию знаменитого музея Мадам Тюссо.
- Опрос слушателей, проведенный маркетинговой службой BBC Radio 2 в 2001 году о сотне самых узнаваемых голосов XX века, выявил, что голос Бэсси находится на 41-м месте, опередив голоса таких звезд, как Лучано Паваротти (46), Мадонна (50), Тина Тёрнер (52), Род Стюарт (62) и Робби Уильямс (89).
- Британская инди-группа Arctic Monkeys исполнила кавер-версию хита Ширли Бэсси «Diamonds Are Forever» на фестивале Гластонбери 2007 года.
- Ширли Бэсси исполнила английскую версию «Mourir Sur Scene» певицы Далиды — ''Born To Sing''.

## Цитаты
- На вопрос о том, что её манеру пения часто сравнивают с манерой Эдит Пиаф и Джуди Гарленд, певица ответила: «Я совсем не возражаю [против таких сравнений], потому что они были лучшими… а быть сравниваемым с лучшими — это хорошо. Они были трагиками, а во мне есть такой инстинкт… когда ты выходишь на сцену и поёшь — нужно, чтобы где-то была небольшая грусть. Я должна чувствовать песню, иначе просто не смогу её спеть».[1]
- «Я никогда не брала уроков пения, не умею читать ноты, так что по всем признакам не должна занимать это место. Я хотела быть медсестрой, но как только я увидела кровь — это был конец моей сестринской карьеры. Я хотела быть стюардессой, но не знаю никаких языков. Ещё я хотела быть моделью, но была недостаточно высокого роста».[12]

## Дискография (избранное)

### Альбомы, вошедшие в десятку лучших
- Shirley (№ 9, 1961)
- Something (№ 5, 1970)
- Something Else (№ 7, 1971)
- Never Never Never (№ 10, 1973)
- The Shirley Bassey Singles Album (№ 2, 1975)
- 25th Anniversary Album (№ 3, 1978)

### Синглы, вошедшие в десятку лучших
- «Banana Boat Song» (№ 8, 1957)
- «Kiss Me, Honey Honey, Kiss Me» (№ 3, 1958)
- «As I Love You» (№ 1, 1959)
- «As Long As He Needs Me» (№ 2, 1960)
- «Reach For The Stars» / «Climb Ev’ry Mountain» (№ 1, 1961)
- «I’ll Get By» (№ 10, 1961)
- «What Now My Love» (№ 5, 1962)
- «I (Who Have Nothing)» (№ 6, 1963)
- «Goldfinger» (№ 8, 1964)
- «Something» (№ 4, 1970)
- «For All We Know» (№ 6, 1972)
- «Never Never Never» (№ 8, 1973)

## Фильмография (избранное)
- A Special Lady (1983)
- Bassey: You Ain’t Heard Nothing Yet (1985)
- La Passione (в пер. с ит. Страсть) — альбом Криса Ри 1996 года, саундтрек к фильму La passione (1996), сценарий для которого был написан Крисом. Ширли Бэсси, снявшаяся в главной роли, исполнила песню «'Disco' La Passione», а также спела дуэтом с Крисом «Shirley Do You Own a Ferrari?». Композиция «La Passione» является темой фильма.
- Divas Are Forever (1998)
- Standing Room Only (2004)